# Пчёлки (Добрушский район)
Пчёлки (бел. Пчо́лкі) — упразднённый посёлок в Добрушском районе Гомельской области Беларуси. В составе Демьянковского сельсовета.
Ныне урочище Пчёлки.

## География

### Расположение
В 21 км на северо-восток от районного центра Добруша и железнодорожной станции в этом городе, в 49 км от Гомеля.
Ближайшие населённые пункты Вылево, Демьянки, Красное Знамя, Саньково и др.

### Гидрография
В 2,5 км к востоку от деревни река Очёса.

## Транспортная система
Транспортная связь по автомобильной дороге Демьянки — Добруш. 

### Гидрография
Река Ипуть (приток реки Сож). На востоке мелиоративные каналы связанные с рекой Ипуть.

## История
29 августа 1974 года посёлок упразднён. Жители переехали в д. Демьянки.